# 민경현
민경현(한국 한자: 閔景現, 2001년 12월 16일 ~ )은 대한민국의 축구 선수로, 포지션은 풀백이다. 현재 K리그1 김천 상무 소속이다.